# Albanie au Concours Eurovision de la chanson 2018
L'Albanie est l'un des quarante-trois pays participants du Concours Eurovision de la chanson 2018, qui se déroule à Lisbonne au Portugal. Le pays est représenté par Eugent Bushpepa et sa chanson Mall, sélectionnés lors du Festivali I Këngës 2017, le 23 décembre 2017. Il se classe à la 11e place lors de la finale du Concours, obtenant 184 points.

## Sélection
Le diffuseur RTSH a annoncé sa participation le 2 octobre 2017, confirmant par la même occasion sa méthode de sélection : le Festivali I Këngës servira de sélection, comme traditionnellement depuis les débuts du pays en 2004.

### Format
Le Festival est constitué de deux demi-finales, qui ont lieu les 21 et 22 décembre 2017 et d'une finale, qui a lieu le 23 décembre. Dans chaque demi-finale participent onze artistes. Les artistes qualifiés ne sont choisis par le jury qu'après les deux demi-finales. Ils sont ainsi au nombre de quatorze à participer à la finale. Le vainqueur ne sera déterminé que grâce au vote du jury, le télévote instauré en 2016 ayant été supprimé.

### Chansons
Comme le veut le règlement du Festival, toutes les chansons sont interprétées en albanais.
| Artiste                    | Chanson         |
| -------------------------- | --------------- |
| AkullThyesit               | Divorci         |
| Artemisa Mithi             | E dua botën     |
| Bojken Lako                | Sytë e shpirtit |
| Denisa Gjezo               | Zemër ku je     |
| Elton Deda                 | Fjalët          |
| Endri & Stefi              | Mesazh          |
| Ergi Bregu                 | Bum bum         |
| Eugent Bushpepa            | Mall            |
| Evans Rama                 | Gjurmët         |
| Genc & David Tukiçi        | Të pandarë      |
| Inis Neziri                | Piedestal       |
| Lorela Sejdini             | Pritëm edhe pak |
| LYNX                       | Vonë            |
| Manjola Nallbani           | I njëjti qiell  |
| Mariza Ikonomi             | Unë             |
| NA & Festina Mezini        | Tjetër jetë     |
| Orgesa Zaimi               | Ngrije zërin    |
| Redon Makashi              | Ekziston        |
| Rezarta Smaja & Luiz Ejlli | Ra një yll      |
| Tiri Gjoci                 | Orë e ndalur    |
| Voltan Prodani             | E pamundur      |
| Xhesika Polo               | Përjetë         |

### Demi-finales
- Qualifiés

| Ordre | Artiste                    | Chanson         |
| ----- | -------------------------- | --------------- |
| 1     | Elton Deda                 | Fjalët          |
| 2     | Mariza Ikonomi             | Unë             |
| 3     | Endri & Stefi              | Mesazh          |
| 4     | Evans Rama                 | Gjurmët         |
| 5     | Genc & David Tukiçi        | Të pandarë      |
| 6     | Voltan Prodani             | E pamundur      |
| 7     | Eugent Bushpepa            | Mall            |
| 8     | Rezarta Smaja & Luiz Ejlli | Ra një yll      |
| 9     | Bojken Lako                | Sytë e shpirtit |
| 10    | Manjola Nallbani           | I njëjti qiell  |
| 11    | Redon Makashi              | Ekziston        |

| Ordre | Artiste             | Chanson         |
| ----- | ------------------- | --------------- |
| 1     | Orgesa Zaimi        | Ngrije zërin    |
| 2     | Denisa Gjezo        | Zemër ku je     |
| 3     | NA & Festina Mezini | Tjetër jetë     |
| 4     | Lorela Sejdini      | Pritëm edhe pak |
| 5     | Artemisa Mithi      | E dua botën     |
| 6     | Ergi Bregu          | Bum bum         |
| 7     | Akullthyesit        | Divorci         |
| 8     | Xhesika Polo        | Përjetë         |
| 9     | Inis Neziri         | Piedestal       |
| 10    | Tiri Gjoci          | Orë e ndalur    |
| 11    | LYNX                | Vonë            |

### Finale
| Ordre | Artiste                    | Chanson         | Place |
| ----- | -------------------------- | --------------- | ----- |
| 1     | Redon Makashi              | Ekziston        | 2     |
| 2     | NA & Festina Mejzini       | Tjetër jetë     |       |
| 3     | Voltan Prodani             | E pamundur      |       |
| 4     | Denisa Gjezo               | Zemër ku je     |       |
| 5     | Tiri Gjoci                 | Orë e ndalur    |       |
| 6     | Orgesa Zaimi               | Ngrije zërin    |       |
| 7     | Rezarta Smaja & Luiz Ejlli | Ra një yll      |       |
| 8     | Artemisa Mithi             | E dua botën     |       |
| 9     | Manjola Nallbani           | I njëjti qiell  |       |
| 10    | Inis Neziri                | Piedestal       | 3     |
| 11    | Bojken Lako                | Sytë e shpirtit |       |
| 12    | Mariza Ikonomi             | Unë             |       |
| 13    | Eugent Bushpepa            | Mall            | 1     |
| 14    | Elton Deda                 | Fjalët          |       |

La finale du Festival a été remportée par le chanteur Eugent Bushpepa et sa chanson Mall. Il représentera donc l'Albanie à l'Eurovision 2018. Par la suite, Eugent Bushpepa a annoncé qu'il conserverait la chanson en albanais pour le Concours, une première depuis 2013.

## À l'Eurovision
L'Albanie a participé à la première demi-finale, le 8 mai 2018. En arrivant 8e avec 162 points, le pays se qualifie pour la finale du 12 mai 2018. C'est sa première qualification depuis 2015. L'Albanie termine finalement 11e avec 184 points.